# Orkopouo-Gané
Ne doit pas être confondu avec Orkopouo-Ville.
Orkopouo-Gané est une localité située dans le département de Gaoua de la province du Poni dans la région Sud-Ouest au Burkina Faso.

## Santé et éducation
Le centre de soins le plus proche de Orkopouo-Ganéest le centre de santé et de promotion sociale (CSPS) de Bonko tandis que le centre hospitalier régional (CHR) de la province se trouve à Gaoua.